# コンラート・ミュラー＝クルツヴェリー
コンラート・ミュラー＝クルツヴェリー（Konrad Alexander Müller-Kurzwelly、1855年7月29日 - 1914年7月4日）はドイツの画家である。自然主義や印象主義のスタイルの風景画家たちと活動した。

## 略歴
ザクセンのケムニッツで生まれた。父親のカール・アレキサンダー・ミュラー（Carl Alexander Müller: 1828-1906）はケムニッツの農工学校の農芸化学の教師で、母親のクララ・テレーゼ（Clara Therese、旧姓:クルツヴェリー: Kurzwelly、1829–1898）はドイツ系スウェーデン人の女性であった。兄のゲオルグ・アレキサンダー・フォン・ミュラー（Georg Alexander von Müller: 1854-1940）は第一次世界大戦のドイツ海軍の提督となった人物で、弟のスヴェン・ミュラー（Sven Müller:1857-1940）はスウェーデンで農業技術者として働くことになる人物である。
イェーナ大学で哲学や美術史などを学んで1881年に博士号を得た。ベルリンの美術学校の風景画の部長になっていたハンス・ギューデの修士学生として学んだ。ベルリン芸術アカデミーで1881年から1885年の間、学び、風景画家のヘルマン・エシュケ(Hermann Eschke)の弟子たちとも付き合い、多くの画家が集まっていたバルト海のリューゲン島やヒデンゼー島、アレンショオップ（Ahrenshoop）で活動した画家たちとも知り合った。
1883年にベルリン画家協会(Verein Berliner Künstler)に入会し、生涯、会員として活動した。1891年に、フリードリヒ・シュタールやヒューゴ・シュナルス＝アルクイスト（Hugo Schnars-Alquist:1855-1939）とともに、協会の展覧会委員を務めた。1892年にヴァルター・ライスティコフ や、ルートヴィヒ・フォン・ホフマンらとともに、芸術家グループ「11人協会」の創設メンバーの一人になったが、後に退会した。11人協会は、後にマックス・リーバーマンやアルノルト・ベックリンらが参加するベルリン分離派の前身となった。1895年から1896年にかけて、ベルリンの国際美術展でのスウェーデンからの出展者の代表を務めた。
ミュラー＝カーツウェリーは、バルビゾン派の影響を受けて写実的な風景画を描いた。自然の中で作品を描くこともあったが、スタジオで、大作を構成することもあった。森の中に射し込む光に照らされた静かな場所の風景などを描いて人気があった。
ベルリンのリヒターフェルデ地区で1914年に58歳で亡くなった。多くのミュラー＝クルツヴェリーの作品は第二次世界大戦で失われた。

## 作品

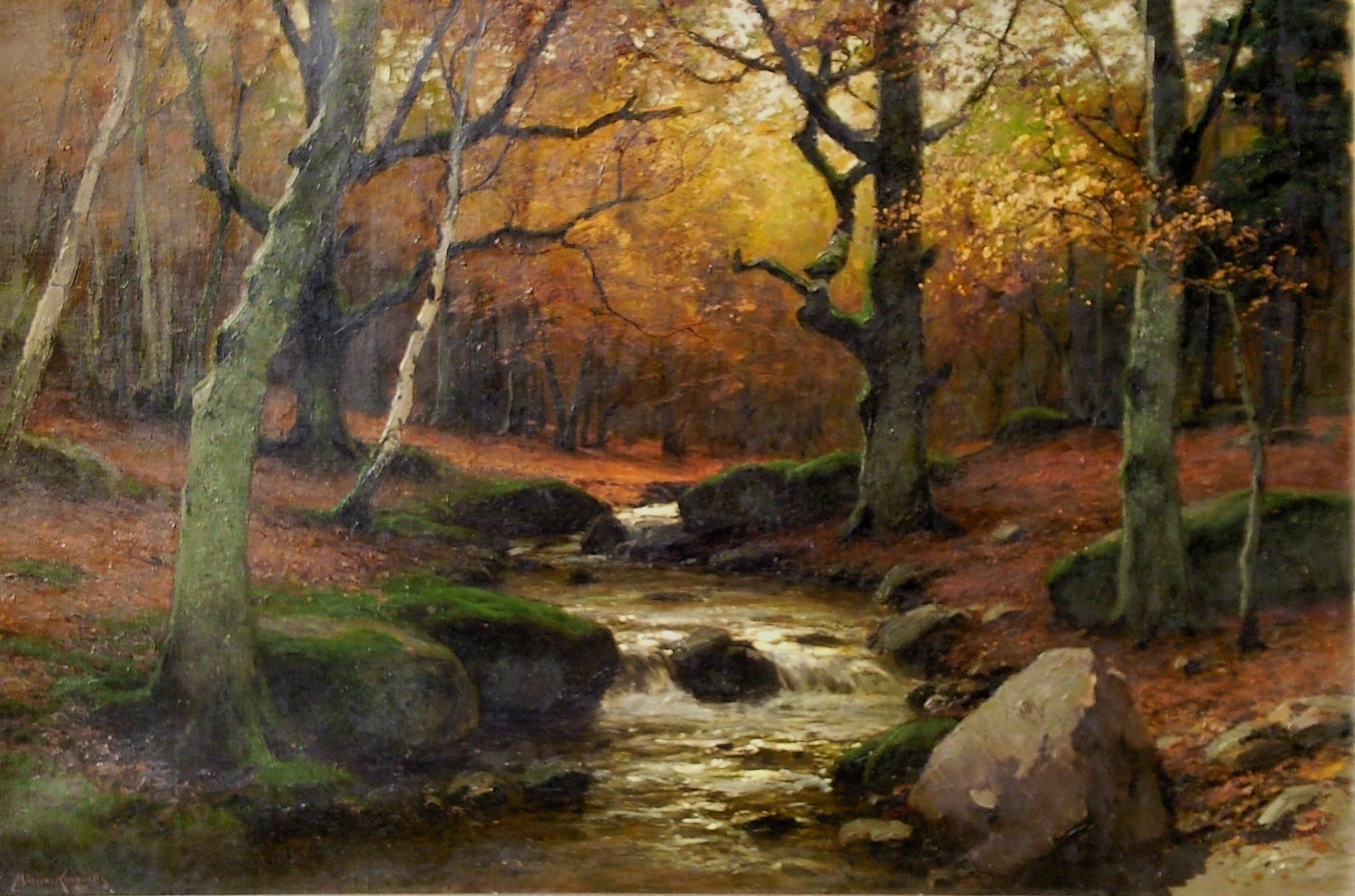
森の中の小川 (c.1908)
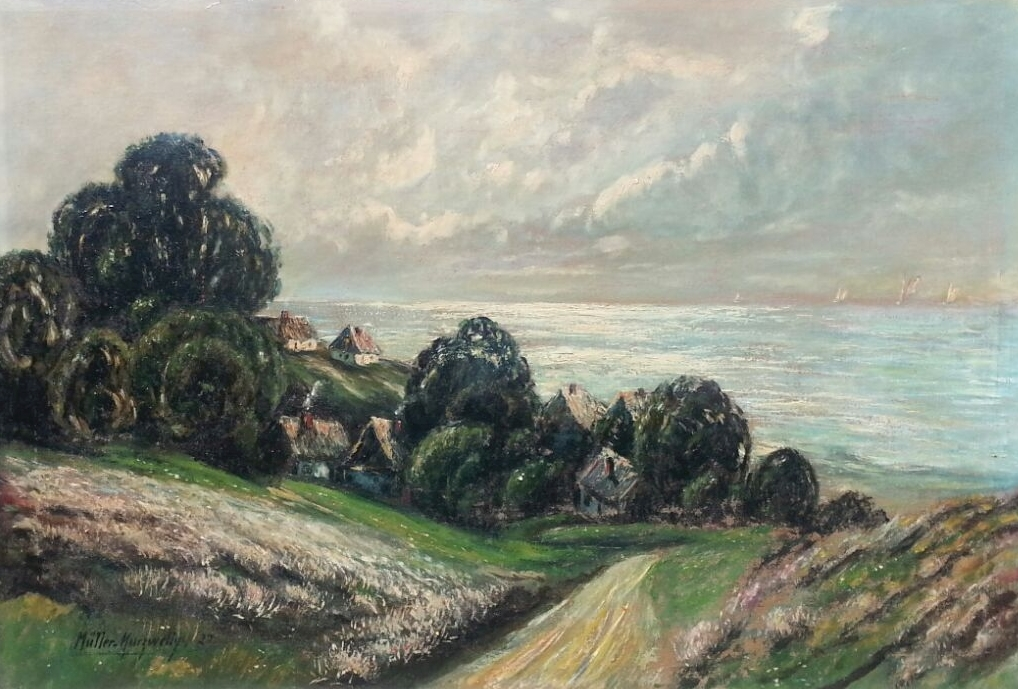
リューゲン島の風景
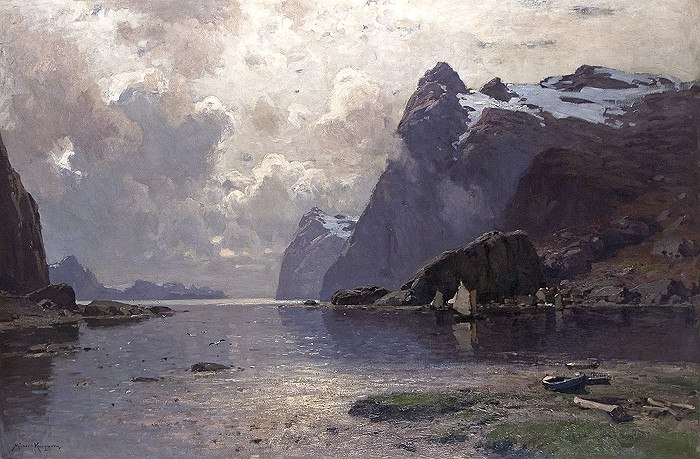
日没のフィヨルド
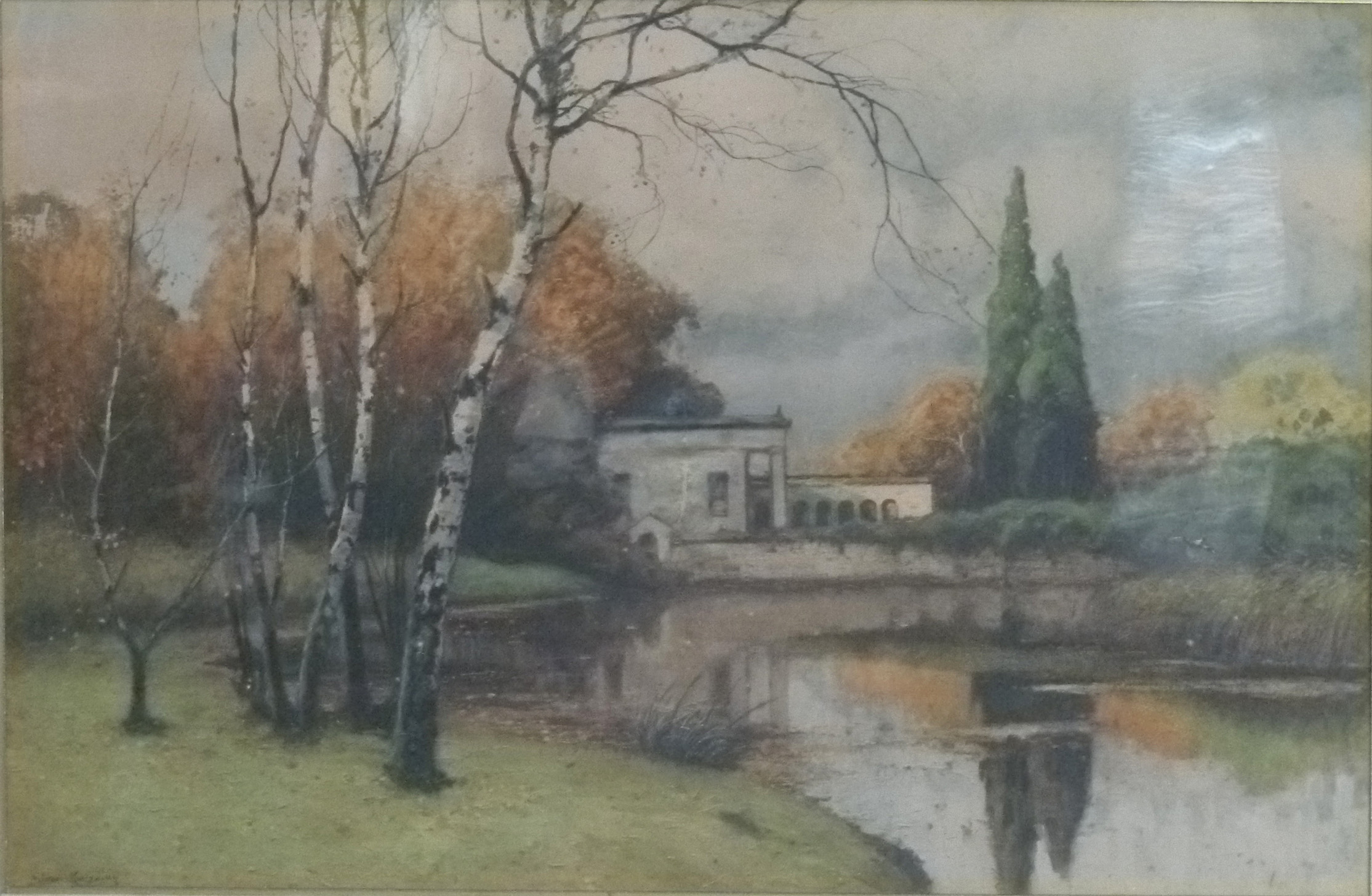
公園の風景